# Світовий нафтовий конгрес
Світовий нафтовий конгрес (СНК) (англ. World Petroleum Congress (WPC), нім. Weltölkongress m, Internationaler Erdöl-Kongress m) — міжнародна громадська наукова організація, яка проводить світові форуми з проблем науки та практики індустрії нафти і газу.

## Загальний опис
Заснований в Лондоні в 1933 р. (було присутніх 1250 делегатів). Основне завдання СНК: обмін науково-технічною і економічною інформацією, сприяння співробітництву для прогресу в області нафтової промисловості. Теми С.н.к. присвячуються питанням нафто- та газовидобутку, ділового управління і розвитку індустрії, технологіям використання світових нафтових ресурсів для взаємної вигоди людства. Нещодавно ці теми були розширені, щоб включати нафтові фінанси, управління і екологічні результати. С.н.к. скликаються кожні три роки в одній з країн-членів.
Скликання С.н.к. за роками:
- І — 1933 — Лондон (Велика Британія),[5]
- ІІ — 1937 — Париж (Франція),
- ІІІ — 1951 — Гаага (Нідерланди),
- IV — 1955 — Рим (Італія),
- V — 1959 — Нью-Йорк (Сполучені Штати Америки),
- VI — 1963 — Франкфурт (Федеративна Республіка Німеччина),
- VII — 1967 — Мехіко (Мексика),
- VIII — 1971 — Москва (Радянський Союз),
- XI — 1975 — Токіо (Японія),
- X — 1979 — Бухарест (Румунія),
- XI — 1983 — Лондон (Велика Британія),
- XII — 1987 — Х'юстон (Сполучені Штати Америки),
- XIII — 1991 — Буенос-Айрес (Арґентина),
- XIV — 1994 — Ставанжер (Норвегія),
- XV — 1997 — Пекін (Китай),
- XVI — 2000 — Калгарі (Канада),
- XVII — 2002 — Ріо-де-Жанейро (Бразилія),
- XVIII — 2005 — Йоганнесбург (Південно-Африканська Республіка).
- ХІХ — 2008 — Мадрид (Іспанія).
- ХХ — 2011 — Доха (Катар).
- ХХІ — 2014 — Москва (Росія).
- ХХІІ — 2017 — Стамбул (Туреччина).
- ХХІІІ — 2021 — Х'юстон, США.
- ХХVІ — 2023 — Калгарі, Канада.

Теми деяких останніх С.н.к.:
- 2002 р. — «Нафтова промисловість: переваги і відповідальність у суспільстві споживання»,
- 2005 р. — «Формуючи майбутнє енергетики: партнери на стійкому шляху вирішення проблем»,
- 2008 р. — «Постачання енергії для стійкого розвитку».
- 2014 р. — «Сланцева революція» та ін.

Країни-члени WPC видобувають і переробляють понад 90 % нафти та газу світу. Кожна країна має національний комітет, до складу якого входять представники нафтової та газової промисловості, урядових відомств та науковці. Участь у в Конґресах WPC відкрита і його учасниками є звичайно понад 90 країн. Понад 60 країн (див. табл.) — повні (дійсні) члени Постійної Ради WPC, в них зосереджено бл. 95 % нафти світу. Кожна країна формує національний комітет з представників нафтогазової промисловості, науково-дослідних інститутів і відомств. Підготовкою керують президент Постійної ради, генеральний секретар і скарбник, а також виконавче правління. У Постійну раду входять представники країн, які щорічно сплачують членські внески, що вираховуються в залежності від обсягів видобування і використання нафти в країні.
Наукова програма конгресу формується Комітетом з наукових програм. Місцезнаходження секретаріату і генерального секретаря СНК — м. Лондон.
СНК має також зв'язки з рядом інших країн, регіональних і міжнародних ділових та наукових кіл з нафтовими інтересами і зі спеціалістами специфічних галузей індустрії.

## Лінки
- Official website